# Edith Frank
Edith Frank (născută Holländer; n. 16 ianuarie 1900, Aachen, Imperiul German – d. 6 ianuarie 1945, Lagărul de exterminare Auschwitz-Birkenau, Germania Nazistă) a fost mama diaristei Anne Frank, nora lui Alice Betty (născută Stern) Frank și a lui Michael Frank, cumnata lui Robert, Herbert și Helene Frank. Ea a murit de foame la vârsta de 44 de ani, cu zece zile înainte de a împlini 45 de ani.

## Biografie

### Primii ani
Edith a fost cel mai mic dintre cei patru copii care s-au născut într-o familie evreiască germană din Aachen, Germania. Tatăl ei, Abraham Holländer (1860-1928), era un om de afaceri de succes în domeniul echipamentelor industriale și un membru proeminent al comunității evreiești din Aachen, așa cum era și mama ei, Rosa Stern (1866-1942). Ocupația ei este necunoscută. Edith a avut doi frați mai mari, Julius și Walter, și o soră mai mare, Bettina. Bettina a murit la vârsta de 16 ani din cauza apendicitei, pe când Edith avea doar 14 ani. Julius și Walter au emigrat în Statele Unite ale Americii, supraviețuind Holocaustului.

### Familia
Ea l-a întâlnit pe Otto Frank în 1924 și s-au căsătorit în ziua de 12 mai 1925, când el împlinea 36 de ani, în sinagoga din Aachen. Ei au avut două fiice născute la Frankfurt: Margot, născută la 16 februarie 1926, urmată de Anne, născută la 12 iunie 1929.

### Emigrarea
Creșterea antisemitismului și introducerea de legi discriminatorii în Germania a forțat familia să emigreze la Amsterdam în 1933, unde Otto a înființat o filială a companiei sale de condimente și pectină. Frații ei mai mari, Walter (1897-1968) și Julius (1894-1967), s-au refugiat în Statele Unite ale Americii în 1938, iar Rosa Holländer-Stern a părăsit orașul Aachen în 1939 pentru a se alătura familiei Frank la Amsterdam.

### Persecuția și moartea

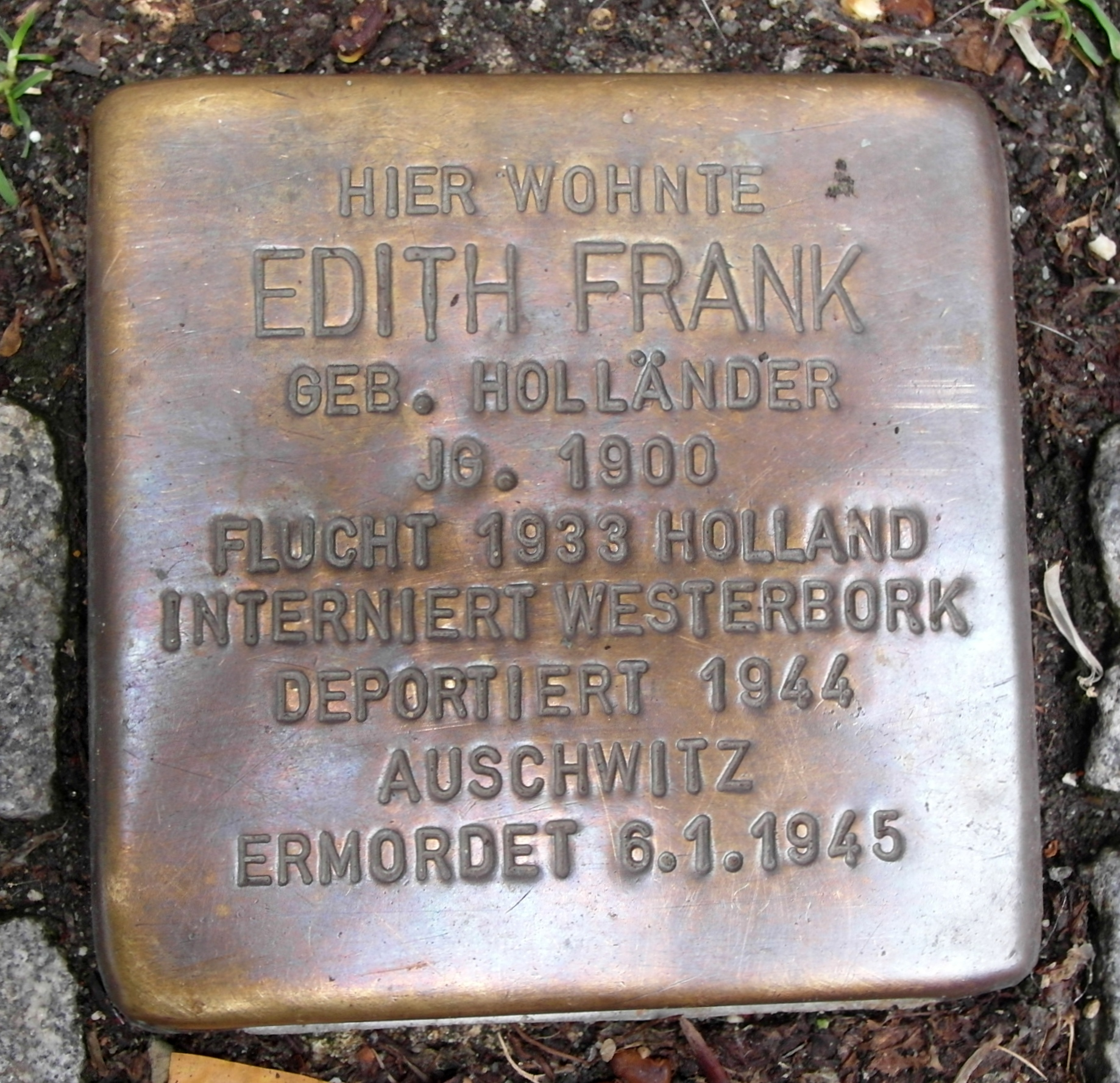
Un Stolperstein pentru Edith Frank în Pastorplatz din Aachen, Germania

În 1940 naziștii au invadat Țările de Jos și au început persecutarea evreilor neerlandezi. Copiii lui Edith au fost exmatriculați din școlile publice, iar soțul ei a trebuit să-și cedeze afacerea colegilor săi olandezi Johannes Kleiman și Victor Kugler, care i-au ajutat familia atunci când membrii familiei Frank s-au ascuns în 1942 în câteva camere secrete din clădirea societății.
Perioada de doi ani în care familia Frank a trăit ascunsă, împreună cu alte patru persoane (vecinul lor, Hermann van Pels, soția lui, Auguste Van Pels, fiul lor, Peter Van Pels, și Fritz Pfeffer, dentistul lui Miep Gies), a fost povestită de Anne Frank în jurnalul publicat postum, a cărui ultimă însemnare datează cu trei zile înainte de trădarea lor de către o persoană anonimă și arestarea lor în 4 august 1944. După detenția în sediul Gestapo de pe Euterpestraat și trei zile în închisoarea de pe Amstelveenweg, Edith și celelalte persoane cu care se aflase în ascunzătoare au fost transportate în lagărul de tranzit Westerbork. De acolo, ei au fost deportați în lagărul de concentrare Auschwitz la 3 septembrie 1944, în ultimul tren care a plecat de la Westerbork către Auschwitz.
Edith și fiicele ei au fost separate de Otto la sosire și nu s-au mai revăzut niciodată. Pe 30 octombrie o altă selecție a separat-o pe Edith de Anne și Margot. Edith a fost selectată pentru camerele de gazare, iar fiicele ei au fost transportate în lagărul de concentrare Bergen-Belsen. Edith a reușit să scape împreună cu o prietenă într-o altă parte a lagărului, unde a rămas peste iarnă. În timp ce se afla ea a ascuns fiecare bucată de mâncare pe care o primea și a păstrat-o pentru fiicele ei. Din cauza economisirii alimentelor pentru fiicele ei a murit de foame pe 6 ianuarie 1945, cu trei săptămâni înainte ca Armata Roșie să elibereze lagărul și cu 10 zile înainte de a împlini vârsta de 45 de ani. Fiicele ei i-au supraviețuit o lună.

## Imaginea sa din Jurnalul Annei Frank
Atunci când Otto Frank a decis să transcrie jurnalul fiicei sale pentru publicare, el era sigur că soția lui va fi criticată în mod special din cauza relației sale adesea dezagreabile cu Anne și a eliminat unele dintre cele mai aprinse comentarii din respect pentru soția lui și pentru celelalte persoane care au locuit în Anexa Secretă. Cu toate acestea, portretul creat de Anne al unei mame antipatice și sarcastice a fost reprodus în dramatizările cărții, fiind contestat de amintirile celor care au cunoscut-o ca o femeie modestă și distantă ce încerca să-și trateze copiii adolescenți de la egal la egal.
În 1999, descoperirea unor pagini anterior necunoscute, care fuseseră eliminate de Otto, a arătat că Anne și-a dat seama că, deși Edith îl iubea foarte mult pe Otto, Otto — deși foarte devotat lui Edith — nu era îndrăgostit de ea, și această înțelegere a făcut-o pe Anne să-și dezvolte un nou sentiment de empatie pentru situația mamei sale. În timp ce Edith și fiicele ei se aflau la Auschwitz, Bloeme Evers-Emden, o supraviețuitoare de la Auschwitz intervievată de către Willy Lindwer în The Last Seven Month of Anne Frank (pagina 129), a observat că „ele au fost mereu împreună, mama și fiicele. Este cert că și-au oferit una alteia un sprijin mare. Toate lucrurile pe care un adolescent l-ar putea crede despre mama ei nu mai aveau nici o semnificație”.

După arestarea lor și transferarea în lagărul Westerbork relațiile dintre Anne și mama ei s-au îmbunătățit așa cum se poate observa din scrisoare trimisă de la Otto Frank vărului său, Milly, în 16 noiembrie 1945.
| “ | Nu mă întristează ce scrie (despre mama ei) și știu destul de bine că există mai multe lucruri pe care ea nu le-a observat și care i-ar fi schimbat opinia. De fapt, ea s-a aflat mai târziu în termeni foarte buni cu mama ei în lagăr (Westerbork). | ” |